# Cryptocentrus shigensis
Cryptocentrus shigensis is een straalvinnige vissensoort uit de familie van grondels (Gobiidae). De wetenschappelijke naam van de soort is voor het eerst geldig gepubliceerd in 1956 door Kuroda.